# Vani (coutume)
Pour les articles homonymes, voir Vani (homonymie).
Vani (ourdou : ونی), ou Swara (سوارہ), est une coutume que l'on retrouve dans certaines parties du Pakistan où des filles, souvent mineures, sont données en mariage ou en servitude à une famille en guise de compensation pour mettre fin à des différends, souvent des meurtres,. Vani est une forme de mariage d'enfants arrangé ou forcé et le résultat d'une punition décidée par le jirga, un conseil tribal,. Le Vani peut parfois être évité si le clan de la fille accepte de payer une somme d'argent, appelée Deet ( دیت ). Vani est parfois orthographié Wani ou Wanni . C'est un mot pachto dérivé de vanay qui signifie sang. Il est également connu sous le nom de Sak et Sangchatti (سنگ چتی) dans différentes langues régionales du Pakistan,,.
Bien que des lois de 2005 et 2011 aient déclaré la pratique illégale, la coutume continue d'être pratiquée. En 2004, la Haute Cour du Sind a interdit tous ces systèmes de « justice parallèle ». Le pouvoir du gouvernement reste toutefois faible dans les zones rurales et la police locale ferme souvent les yeux.

## Raisonnement
Anwar Hashmi and Rifat Koukab affirment que cette coutume a commencé il y a près de 400 ans lorsque deux tribus pachtounes du nord-ouest du Pakistan se sont livrées une guerre sanglante. Pendant la guerre, des centaines de personnes sont mortes. Le nawab, souverain régional, a réglé le conflit en convoquant une jirga. Le conseil a décidé que le différend serait réglé en donnant leurs filles en tant que qisas, qui constitue une punition.
Depuis lors, les jirgas tribales et rurales principalement pachtounes ont recours au mariage forcé de jeunes filles vierges de 4 à 14 ans pour régler des crimes tels que le meurtre (commis par des hommes). Cette tradition dite de « sang contre sang » est pratiquée dans différents territoires du Pakistan tels que le Pendjab, le Sind, le Baloutchistan et le Khyber Pakhtunkhwa ainsi que les zones tribales. Un rapport de la Law commission (en) du Pakistan indique que le principe de la charia de Qisas constitue une justification des pratiques de Vani. Les personnes qui peuvent prétendre à la Qisas, ont la possibilité de recevoir une somme d'argent en indemnisation (diyya).

## Cadre légal au Pakistan
La pratique au Pakistan est prohibée par la loi intitulée Criminal Law (Amendment) Act, de 2005, qui interdit la pratique d'échanger des femmes dans le cadre de badal-i-sulah (règlement compensatoire). La Cour Suprême a également statué sur un cas de 2011.
En 2021 un panel de trois juges de la Federal Shariat Court (en) (FSC) à Islamabad au Pakistan, dirigés par le juge Noor Mohammad Meskenzai a déclaré que la pratique du swara n'était pas conforme aux enseignements de l'Islam, à la suite d'une pétition lancée par Sakeena Bibi,.

## Critiques
Samar Minallah (en) militante et cinéaste pakistanaise a critiqué cette pratique. Elle note que très souvent, lorsqu'il y a un meurtre ou une dispute, les filles sont remises à titre de dédommagement à la partie lésée à titre de réparation. Le meurtrier s'en tire avec son crime et une, voire plusieurs filles doivent payer le prix du crime pour le reste de leur vie. Les mariages de compensation sont largement acceptés comme un moyen de maintenir la paix entre les tribus et les familles. Cependant, les filles mineures arrachées à leurs foyers de cette manière finissent souvent par être systématiquement maltraitées et contraintes à une vie de quasi-esclavage dans les maisons de leurs ennemis,.
À Lahore en 2021 une manifestation féministe locale manifeste contre les violences faites aux femmes au Pakistan, considérant que la coutume du vani fait partie des violences dirigées contre les femmes.

## Cas notoires
En 2008, une vendetta de longue date dans un coin reculé de la province du Baloutchistan occidental qui a commencé avec un chien mort et a conduit à la mort de 19 personnes, dont cinq femmes, est résolue par le mariage forcé de 15 filles, âgées de 3 à 10 ans.
En 2011, par exemple, une fille de 12 ans est livrée comme épouse à un homme de 85 ans, sous couvert de vani, pour un crime qui aurait été commis par le père de la fille. En 2010, un autre homme politique participe en tant que membre d'une jirga et a statue en faveur d'une pratique Vani.
En 2012, 13 filles âgées de 4 à 16 ans sont forcées de se marier pour régler un différend avec une allégation de meurtre entre deux clans au Pakistan. L'affaire est jugée par des anciens des deux groupes, avec un membre de l'assemblée de l'État du Baloutchistan, Mir Tariq Masoori Bugti, à la tête de la jirga . Le verdict de la jirga incluait le Vani, c'est-à-dire une ordonnance selon laquelle 13 filles devaient être remises en tant qu'épouses à des membres du groupe adverse, pour un crime commis par un homme qui n'a pas pu être trouvé pour le procès. La sentence a été exécutée et Bugti a défendu la pratique du Vani comme un moyen légitime de régler les différends.
La coutume du Vani est très courante dans de nombreuses régions du Pakistan. La Cour suprême du Pakistan a signifié des avis de suo motu (en) en 2012 pour aider à réduire cette pratique,.
Selon le rapport de Tribune Pakistan de juin 2020, une jirga (type de tribunal kangourou) a tenté de décider de donner une fille mineure de 13 ans en mariage à un homme marié de 41 ans en tant que Swara (punition) pour la relation prétendument détestée de son frère avec son cousin, la tentative de la Jirga ayant été déjouée par un proche parent du garçon avec l'aide de la police. D'autres cas en 2021 mènent à l'arrestation des membres d'un panchayat ayant soumis deux filles à la coutume du vani en réparation d'une liaison extra conjugale à Langer Wah Kundai.

## Coutumes connexes
En Afghanistan, il existe une coutume similaire est appelée Baad (coutume) (en), parfois Sawara,.